# So You Win Again
"So You Win Again" is een nummer van de Britse band Hot Chocolate. Het verscheen op hun album Every 1's a Winner uit 1978. Op 10 juni 1977 werd het uitgebracht als de eerste single van het album.

## Achtergrond
"So You Win Again" is geschreven door Russ Ballard en geproduceerd door Mickie Most. Het werd de enige nummer 1-hit van de band in de UK Singles Chart, de hitlijst van hun thuisland, het Verenigd Koninkrijk. In de Verenigde Staten piekte het op plaats 31 in de Billboard Hot 100. Tevens kwam het in onder meer Duitsland, Ierland, Nieuw-Zeeland, Noorwegen en Oostenrijk in de top 10 terecht. In Nederland behaalde de single de zevende plaats in de Top 40 en de vijfde plaats in de Nationale Hitparade, terwijl deze in Vlaanderen de zesde plaats in een voorloper van de Ultratop 50 bereikte.

## Hitnoteringen

### Nederlandse Top 40
| Hitnotering: 16-07-1977 t/m 10-09-1977 | Hitnotering: 16-07-1977 t/m 10-09-1977 | Hitnotering: 16-07-1977 t/m 10-09-1977 | Hitnotering: 16-07-1977 t/m 10-09-1977 | Hitnotering: 16-07-1977 t/m 10-09-1977 | Hitnotering: 16-07-1977 t/m 10-09-1977 | Hitnotering: 16-07-1977 t/m 10-09-1977 | Hitnotering: 16-07-1977 t/m 10-09-1977 | Hitnotering: 16-07-1977 t/m 10-09-1977 | Hitnotering: 16-07-1977 t/m 10-09-1977 | Hitnotering: 16-07-1977 t/m 10-09-1977 |
| Week                                   | 1                                      | 2                                      | 3                                      | 4                                      | 5                                      | 6                                      | 7                                      | 8                                      | 9                                      |                                        |
| -------------------------------------- | -------------------------------------- | -------------------------------------- | -------------------------------------- | -------------------------------------- | -------------------------------------- | -------------------------------------- | -------------------------------------- | -------------------------------------- | -------------------------------------- | -------------------------------------- |
| Nummer                                 | 20                                     | 9                                      | 8                                      | 7                                      | 7                                      | 10                                     | 14                                     | 26                                     | 36                                     | uit                                    |

### Nationale Hitparade
| Hitnotering: 16-07-1977 t/m 27-08-1977 | Hitnotering: 16-07-1977 t/m 27-08-1977 | Hitnotering: 16-07-1977 t/m 27-08-1977 | Hitnotering: 16-07-1977 t/m 27-08-1977 | Hitnotering: 16-07-1977 t/m 27-08-1977 | Hitnotering: 16-07-1977 t/m 27-08-1977 | Hitnotering: 16-07-1977 t/m 27-08-1977 | Hitnotering: 16-07-1977 t/m 27-08-1977 | Hitnotering: 16-07-1977 t/m 27-08-1977 |
| Week                                   | 1                                      | 2                                      | 3                                      | 4                                      | 5                                      | 6                                      | 7                                      |                                        |
| -------------------------------------- | -------------------------------------- | -------------------------------------- | -------------------------------------- | -------------------------------------- | -------------------------------------- | -------------------------------------- | -------------------------------------- | -------------------------------------- |
| Nummer                                 | 17                                     | 9                                      | 6                                      | 6                                      | 5                                      | 6                                      | 15                                     | uit                                    |

### NPO Radio 2 Top 2000
| Nummer met noteringen in de NPO Radio 2 Top 2000 | '99  | '00  | '01 | '02  |
| ------------------------------------------------ | ---- | ---- | --- | ---- |
| So You Win Again                                 | 1419 | 1948 | -   | 1635 |

1. ↑  Een '-' betekent dat het nummer niet was genoteerd en een vetgedrukt getal geeft de hoogste notering aan.
2. ↑  Deze tabel is bijgewerkt tot en met de laatste editie (2024).